# رؤیاهای زمستان
بعضی از کسانی که در ورزش گلف کمک بازیکن‌ها هستند و توپ‌ها را برایشان حمل می‌کنند، اغلب فقیر هستند، آنقدر فقیر که در اتاقی در اصطبل گاوها زندگی می‌کنند، اما پدر دکستر آن قدر فقیر نیست. او صاحب دومین بهترین خواربار فروشی در بلک بر[1] است. بهترین آن‌ها هاب[2] است؛ و مشتری آن‌ها افراد ثروتمندی از جزیره شری[3] است.
در پاییز هنگامی که روزها خشک و بیرنگ می‌شوند و زمستان بلند مینه سوتا شبیه جعبه ای پر از دانه‌های سفید به پایان به نظر می‌رسید و دکستر روی برف‌ها حرکت می‌کرد و روی چمن‌های گلف را پاک می‌کرد. در این شرایط او احساس عمیق ناراحتی دست می‌داد. این احساس او را می‌رنجاند و او را مجبور می‌کرد به دوستانش بپیوندد، فصل طولانی که گنجشک‌ها دیگر نمی‌خواندند، این فصل، فصل دلتنگی بود. فصلی که درخت‌هایی که در تابستان با رنگ‌های شاد خود می‌رقصیدند، حالا در حزین و ناراحتی عمیق در لای برف فرورفته اند. زمانی که او از تپه عبور می‌کرد، باد سردی می‌وزید آفتاب بیرون زده بود و چشمانش در تابش شدید ابعاد تابیده شده بود.
در ماه آوریل زمستان به‌طور ناگهانی متوقف شد و بارش برف در دریاچه بلک بر کم شده بود و این بارش بارش برای گلف بازهایی که تازه کارشان را با توپ‌های سیاه و قرمز شروع کرده‌اند، کم‌تر اتفاق می‌افتاد. دکستر این را می‌دانست که برخی چیزها در مورد این چشمهٔ شمالی ناراحت‌کننده است، دقیقاً همان‌طور که بعضی از موارد در ارتباط با پاییز جذاب است. پاییز باعث شد دست‌هایش شروع به لرزش کند و جملات احمقانه ای را با خودش تکرار کند و حرکت ناگهانی خود را به مخاطبان و ارتش‌های خیالی خود دستور بدهد. ماه اکتبر اورا از امیدواری این مطلب که ماه نوامبر پر از پیروزی است، پر کرد و با روحیه و تصورات درخشان و زودگذر از تابستان و جزیره شری، آماده بود تا به هدف خود برسد. او قهرمان گلف می‌شد و آقای هدریک در یک مسابقهٔ شگفت‌انگیز که او را بیش تر از صد بار در بازی‌های خیالی خود بازی می‌کرد، شکست می‌داد. مسابقه ای که جزئیاتی از او به‌طور خستگی ناپذیری تغییر می‌داد، گاهی به شکلی خنده دار برنده می‌شد. گاهی از پشت باشکوه می‌آمد، دوباره مثل مورتیمر از ماشین خودش پیاده می‌شد.
یک روز آقای جونز به مغازه دکستر آمد و از او خواست تا در باشگاهش تا آمدن استاد جدید و شاگردان گلف یاد بدهد. دکستر قبول می‌کند. یک روز دوشیزه خانم جونز برای تمرین به باشگاه آمد اما تمرین کردن با دکستر را نپذیرفت و در همان زمان استاد جدیدی برای باشگاه استخدام شده بود و دکستر دیگر نمی‌توانست آن جا بماند.
دکستر برای تحصیل تجارت به دانشگاه رفت. خرج تحصیل خود را از کار در خشکشویی به‌دست می‌آورد. بعد از دانشگاه، طی یک سال به کاسبی‌های مختلفی مبادرت ورزید، لباس‌های افرادی را که نیم شلواری می پوشدند را می‌شست. مردان اصرار داشتند جوراب‌ها و عرق گیرشان را به خشکشویی ببرد، کمی بعد لباس هاس زنانه همسرانشان را هم شست و پنج شعبه در نواحی مختلف شهر را اداره می‌کرد او حالا بیست و هفت ساله بود اما مالک بزرگ‌ترین خشک‌شویی‌های زنجیره ای در ناحیهٔ کشوری خود بود. سپس او این خشکشویی‌ها را فروخت و به نیویورک رفت.
دکستر در یک باشگاه گلف دوباره دوشیزه خانم جودی جونز را ملاقات می‌کند که حالا ورزشکار حرفه ای شده‌است. فردای آن روز، هنگام عصر، آفتاب با چرخشی از رنگ‌های طلائی، آبی و سرخ غروب کرد و دکستر برای تخته سواری به سمت دریاچه رفت و روی تخته مخصوص شیرجه شنا کرد. از پشت دریاچه صدای آهنگ پیانو شنیده می‌شد. این آهنگ دکستر را به یاد مهمانی‌های دانشجویی انداخت، زمانی که استطاعت این خوش گذرانی‌ها را نداشت؛ و حالا احساس می‌کرد که زندگی به او لبخند می‌زند. در دریاچه خانم جونز را دید که قایق‌سواری می‌کرد و این آغاز آشنائی او با خانم جونز نبود. بعد گذشت مدت‌ها خانم جونز و دکستر با هم می‌پیوندند و بعدها از هم جدا می‌شوند و دکستر سعی می‌کند خاطرات اورا فراموش کند.
[1]Black Bear
[2]Hub
[3]Sherry
[1]F.scott fitzgerald
[2]jazz
[3]Saint paul , Minnesota
[4]Maryland
[5]Hackensack, Newjersey
[6]Edvard Wilson
[7]The great Gatsby